# Deuxième circonscription électorale de la province d'Istanbul
La deuxième circonscription électorale d'Istanbul correspond à un groupement de 12 districts de la province du même nom et envoie 27 députés à la Grande assemblée nationale de Turquie (26 entre 2015 et 2018, 28 entre 2018 et 2023).

## Composition
La deuxième circonscription d'Istanbul est divisée en 12 districts (ilçe). Chaque district est composé d'un chef-lieu et de municipalités (communes et villages).

## Résultats électoraux

### Élections législatives de 2018
| Partis                   | Partis                                        | Voix      | %     | Sièges | +/-           | Élus |
| ------------------------ | --------------------------------------------- | --------- | ----- | ------ | ------------- | --- |
|                          | Parti de la justice et du développement (AKP) | 1 218 889 | 45,22 | 13     | 1             | Süleyman Soylu, Fatma Betül Sayan Kaya, Volkan Bozkır, Abdullah Güler, Hasan Turan, Serap Yaşar, Aziz Babuşcu, Şirin Ünal, Canan Kalsın, Ahmet Hamdi Çamlı, Markar Eseyan, Mustafa Demir et İffet Polat |
|                          | Parti républicain du peuple (CHP)             | 668 333   | 24,79 | 8      | en stagnation | Kadri Enis Berberoğlu, Aykut Erdoğdu, Ahmet Ünal Çeviköz, Mustafa Sezgin Tanrıkulu, Yüksel Mansur Kılınç, Yunus Emre, Gökan Zeybek et Ali Şeker                                                         |
|                          | Parti démocratique des peuples (HDP)          | 331 407   | 12,29 | 3      | 1             | Ahmet Şık, Oya Ersoy et Hüda Kaya |
|                          | Parti d'action nationaliste (MHP)             | 218 727   | 8,11  | 2      | en stagnation | Celal Adan et Cemal Çetin |
|                          | Le Bon Parti (İYİ)                            | 204 598   | 7,59  | 2      | Nv.           | Ümit Özdağ et Fatih Mehmet Şeker |
|                          | Parti de la félicité (SP)                     | 41 941    | 1,56  | 0      | en stagnation | |
|                          | Parti de la cause libre (HÜDA PAR)            | 5 422     | 0,20  | 0      | en stagnation | |
|                          | Parti patriote (VATAN)                        | 5 242     | 0,19  | 0      | en stagnation | |
|                          | Indépendants (Ind.)                           | 1 170     | 0,04  | 0      | en stagnation | |
|                          |                                               |           |       |        |               | |
| Total                    | Total                                         | 2 695 729 | 100   | 28     | 2             | - |
| Inscrits / participation | Inscrits / participation                      | 3 044 957 | 87,29 |        |               | |

### Élections législatives de 2023
| Partis                   | Partis                                        | Voix      | %     | Sièges | +/-           | Élus |
| ------------------------ | --------------------------------------------- | --------- | ----- | ------ | ------------- | --- |
|                          | Parti de la justice et du développement (AKP) | 1 089 269 | 38,30 | 12     | 1             | Süleyman Soylu, Halit Yerebakan, Rabia İlhan, Mehmet Önder Aksakal, Mustafa Demir, İsmail Emrah Karayel, Zafer Sırakaya, Büşra Paker, Sevan Sıvacıoğlu, Derya Ayaydın, Adem Yıldırım et Sena Nur Çelik |
|                          | Parti républicain du peuple (CHP)             | 753 935   | 26,51 | 8      | en stagnation | Namık Tan, Yunus Emre, Gökan Zeybek, Kadri Enis Berberoğlu, Mustafa Kaya, Yüksel Mansur Kılınç, İsa Mesih Şahin et Evrim Rızvanoğlu                                                                    |
|                          | Le Bon Parti (İYİ)                            | 243 574   | 8,56  | 2      | en stagnation | Mehmet Satuk Buğra Kavuncu et Mehmet Selim Ensarioğlu |
|                          | Parti de la gauche verte (YSP)                | 212 360   | 7,47  | 2      | 1             | Cengiz Çiçek et Özgül Saki |
|                          | Parti d'action nationaliste (MHP)             | 165 085   | 5,80  | 1      | 1             | Celal Adan |
|                          | Nouveau parti de la prospérité (YRP)          | 108 757   | 3,82  | 1      | Nv.           | Muhammed Ali Fatih Erbakan |
|                          | Parti des travailleurs de Turquie (TIP)       | 104 846   | 3,69  | 1      | 1             | Ahmet Şık |
|                          | Parti de la victoire (ZP)                     | 79 893    | 2,81  | 0      | Nv.           | |
|                          | Parti de la patrie (M)                        | 28 164    | 0,99  | 0      | Nv.           | |
|                          | Parti de la grande unité (BBP)                | 20 029    | 0,70  | 0      | en stagnation | |
|                          | Parti jeune (GP)                              | 6 735     | 0,24  | 0      | en stagnation | |
|                          | Parti de la justice (AP)                      | 6 424     | 0,23  | 0      | Nv.           | |
|                          | Parti de la mère patrie (ANAP)                | 3 770     | 0,13  | 0      | en stagnation | |
|                          | Parti de gauche (SOL)                         | 3 441     | 0,12  | 0      | en stagnation | |
|                          | Parti communiste de Turquie (TKP)             | 3 267     | 0,11  | 0      | en stagnation | |
|                          | Parti de la justice et de l'unité (AB)        | 2 139     | 0,08  | 0      | Nv.           | |
|                          | Parti de la nation (MP)                       | 2 005     | 0,07  | 0      | en stagnation | |
|                          | Parti patriote (VATAN)                        | 1 918     | 0,07  | 0      | en stagnation | |
|                          | Parti de l'union du pouvoir (GBP)             | 1 513     | 0,05  | 0      | Nv.           | |
|                          | Parti des droits et libertés (HAK)            | 1 175     | 0,04  | 0      | en stagnation | |
|                          | Parti de libération du peuple (HKP)           | 943       | 0,03  | 0      | en stagnation | |
|                          | Mouvement communiste (TKH)                    | 831       | 0,03  | 0      | Nv.           | |
|                          | Parti de la route nationale (MYP)             | 775       | 0,03  | 0      | Nv.           | |
|                          | Parti de l'innovation (YP)                    | 320       | 0,01  | 0      | Nv.           | |
|                          | Indépendants (Ind.)                           | 2 914     | 0,10  | 0      | en stagnation | |
|                          |                                               |           |       |        |               | |
| Total                    | Total                                         | 2 844 082 | 100   | 27     | 1             | - |
| Inscrits / participation | Inscrits / participation                      | 3 114 944 | 90,11 |        |               | |